# بينتي (رواية)
بينتي هي رواية رعب وخيال علمي مستقبلية أفريقية كتبها نيدي أوكورافور.   نُشرت الرواية في عام 2015 بواسطة تور.كوم، بينتي هي الرواية الأولى في سلسلة روايات بينتي لأكورافور. 
فازت الرواية بالعديد من الجوائز الأدبية البارزة، بما في ذلك جائزة هوغو لأفضل رواية لعام 2016 وجائزة نيبولا لعام 2016 لنفس الفئة.   ويقال إن التكيف التلفزيوني قيد التطوير في هولو. 

## الحبكة
امرأة شابة تدعى بينتي هي أول عضو من شعب الهيمبا من الأرض يُقبل في جامعة أومزا يوني المرموقة بين المجرات. عند إخطارها بقبولها تهرب بينتي من المنزل وتستقل سفينة نقل إلى جامعة أومزا يوني. أثناء عبورها تتعرض السفية للاختطاف من قبل ميدوس وهو نوع غريب يشبه قنديل البحر كان في السابق في حالة حرب مع الخوش وهي مجموعة عرقية بشرية أخرى. بعد أن قتل ميدوس جميع ركاب السفينة الآخرين، تتراجع بينتي إلى مسكنها الخاص. تكتشف بعد ذلك أن قطعة من التكنولوجيا القديمة التي جلبتها معها من الأرض يشار إليها باسم إيدان الخاصة بها تتيح الاتصال المباشر مع ميدوس، وأن أوتجيزي، وهو نوع من الطين المختلط المصنوع من تربة وطنها، له خصائص علاجية عند تطبيقه على مخالب ميندوس. تقوم بتكوين صداقة مع أحد أصغر مدوز والأكثر إثارة والتي تُدعى أوكو، بعد ذلك توسطت في هدنة مبدئية بينها وبين الخاطف؛ تستلزم الهدنة تحولًا جسديًا عميقًا لبينتي. عند وصولها إلى الجامعة أصبحت قادرة على التفاوض على سلام قصير الأمد بين ميوس والجنس البشري، وبعد ذلك تبدأ دراستها في جامعة أومزا يوني بشكل جدي.

## جوائز و ترشيحات
- حازت على جائزة هوغو لعام 2016 لأفضل رواية. [9]
- فازت بجائزة نيبولا لعام 2015 لأفضل رواية. [10]
- فازت بجائزة بوكتويب إس إف إف لعام 2016 لأفضل رواية (تصويت شعبي). [11]
- نهائي جائزة بسفا لعام 2015 لأفضل قصة قصيرة. [12]
- نهائي جائزة الفانتازيا البريطانية لعام 2016 لأفضل رواية. [13]
- نهائي جائزة لوكوس لعام 2016 لأفضل رواية. [14]
- فائزة بجائزة نومو لعام 2017 لأفضل رواية [15]

## الأجزاء
الرواية لها ثلاثة أجزاء.  الأولى بينتي: الصفحة الرئيسية صدرت في 31 يناير 2017  الجزء الثالث بينتي: حفلة تنكرية ليلية نُشرت في يناير 2018، ورُشحت لجائزة هوغو لعام 2019 لأفضل رواية.  بعد ذلك، نشرت دو وبنغون وبي أر أش طبعة شاملة للروايات الثلاث مع قصة قصيرة إضافية بعنوان بينتي: النار المقدسة،  والتي تعمل كفاصل بين بينتي والمنزل. 

## الروابط الخارجية
- ُBinti عنوان مُدرج في قاعدة بيانات الخيال التأملي على الإنترنت